# Лахири, Баппи
Баппи Лахири (англ. Bappi Lahiri), при рождении Алокеш Лахири (англ. Alokesh Lahiri; 27 ноября 1952, Калькутта — 15 февраля 2022, Мумбаи) — индийский композитор, популярный в 1980—1990-х годах.

## Биография
Музыкант родился в Калькутте 27 ноября 1952 года в семье, которая издавна занималась классической музыкой. Его отец Апареш Лахири был известным певцом, а мать Бансари Лахири также занималась музыкой и была известна как певица классических песен. Баппи был единственным ребенком в семье. Уже с ранних лет он мечтал стать известным не только в Индии, но и за её пределами. Музыкальное образование он получил от своих родителей, начав играть на табле с трех лет. Его родственником со стороны матери был Кишор Кумар.
Его музыка впервые прозвучала с экрана в бенгальском фильме Daadu (1969). В 19 лет он приехал в Бомбей, чтобы работать в Болливуде. Первый фильм на хинди в качестве композитора был Nanha Shikari (1973). Но отправной точкой его карьеры стал хит Тахира Хусейна Zakhmi (1975). Как певец он спел «Nothing is impossible» вместе с Мохаммедом Рафи и Кишором Кумаром. В 80-х годах Баппи Лахири стал одни из самых популярных индийских композиторов. И он впервые ввел стиль диско в индийское кино. Песня «I’m disco dancer» произвела фурор по всей Индии и за её пределами, особенно в Советском Союзе и Китае. В его активе музыка к фильмам «Танцор диско» (1982), «Вера» (1985), «Танцуй, танцуй» (1987), «Коммандос» (1988), «Жертва во имя любви» (1990), «Танцоры рока» (1995), «Любовь, любовь, любовь» (1989) и многие другие. Стали хитами, написанные им саундтреки к картинам Chalte Chalte (1976), Suraksha, «Танцор диско», «Преданный слуга», Himmatwala, «Пьяница», «Вера», «Сутенёр поневоле», «Афера».
Баппи Лахири называют отцом ремиксов. Принесли ему известность не только в Индии, но и за рубежом. Несмотря на большое количество киноработ, его имя ассоциируется с ужасной музыкой. Никого из композиторов не критиковали так много как его.
В середине 1990-х его музыка перестала звучать в кино. В конце 90-х он написал несколько альбомов к фильмам, например «Клянусь водами Ганга» с Митхуном Чакраборти.
Популярный музыкант Dr. Dre использовал четырехминутную песню Баппи Лахири «Kaliyon ka chaman» как материал для обработки. В результате Баппи удалось через суд доказать свое авторское право на использованную музыку и получить неустойку и публичное признание авторства.
В 2003 году он вернулся с сольным альбомом Bappi Magic — The Asli Baap Mix.
В Индии и Европе альбом был выпущен компанией Zee Records и через месяц достиг шестого пункта в рейтингах. Видео «Gori hai kalaiyan» на Би-би-си стало популярным хитом.

Bappi Magic — The Asli Baap Mix — это мешанина моих хитовых песен, освеженных моим очень талантливым сыном Баппой Лахири и спетых моей дочерью Римой и мной. Можно назвать это семейной работой. Мы записывали альбом на студии Silent Sound в Голливуде.
В 2018 году удостоен премии «Filmfare Awards» за вклад в кинематограф.
Дочь Рима Лахири и сын Баппа Лахири также занимаются музыкой.
Умер 15 февраля 2022 года в больнице в Мумбаи. Причиной смерти стало обструктивное апноэ сна.